# Zuzana Dobiášová
Zuzana Dobiášová (* 14. August 2005) ist eine slowakische Eishockeyspielerin.

## Karriere
Bereits zur Saison 2019/20 wurde Zuzana Dobiášová Spielerin vom ŠKP Bratislava, für welchen sie in der ersten Saison nur im EWHL Super Cup eingesetzt wurde. Ab der darauffolgenden Saison hatte sie dann auch Einsätze für den Verein im normalen Ligabetrieb der European Women’s Hockey League.

### International
Vom Slovenský olympijský a športový výbor wurde sie für die Olympische Jugend-Winterspiele 2020 im schweizerischen Lausanne nominiert. Die Eishockeywettbewerbe wurden dabei in der Vaudoise aréna in der Nachbargemeinde Prilly ausgetragen und sie nahm sowohl im normalen Nationenturnier als auch im 3×3-Turnier teil. In beiden Turnieren konnte sie sich mit ihren Mannschaften die olympische Bronzemedaille sichern. Nachdem sie mehrmals in der U!8-Nationalmannschaft der Slowakei eingesetzt worden war, debütierte sie auch in der slowakischen A-Nationalmannschaft und nahm mit dieser an der Weltmeisterschaft 2023 teil, wo die Slowakei an der Division IA im chinesischen Shenzhen teilnahm. Bei der 0:1-Niederlage im ersten Spiel gegen China gab Zuzana Dobiášová ihr Debüt bei einer Weltmeisterschaft. Im Verlauf des Turniers verlor sie mit ihrer Mannschaft überraschend auch alle anderen Spiele, sodass sie in die Division IB abstiegen.

## Erfolge und Auszeichnungen
- 2024 Aufstieg in die Division IA bei der Weltmeisterschaft der Division IB